# Jeannette Arata de Erize
Jeannette Arata de Erize (30 de junio de 1922, Buenos Aires, Argentina-8 de agosto de 2013, Buenos Aires, Argentina) fue la presidenta y fundadora honoraria del Mozarteum Argentino durante más de medio siglo, una de las figuras pioneras de la difusión y educación de la música erudita en Argentina. Figura emblemática de la cultura argentina, su trabajo como factótum tuvo trascendencia internacional extendiéndose a países limítrofes

## Biografía
Hija del cirujano Luis Arata y la francesa Valentina Rutz de Lavinson, estudió en el Colegio de las Misioneras del Sagrado Corazón. Aficionada a la música desde la infancia, fue impulsada por el director del Teatro Colón, Cirilo Grassi Díaz a servir organizaciones musicales. 
Se hizo cargo del Mozarteum a partir de 1955 donde supo quedar al margen de toda política gubernamental a fin de llevar a cabo sus proyectos. Durante su gestión de más de medio siglo realizó conciertos en el Museo de Arte Hispanoamericano Isaac Fernández Blanco, el de Arte Decorativo, Bellas Artes, Teatro Odeón, Cine-Teatro Gran Rex, Opera, plazas, escuelas y la televisación de los abonos por Canal 7.
Entre sus máximos logros se cuenta la fundación de "Los conciertos del Mediodía" totalmente gratuitos, creados en 1958 y responsables de la formación de públicos nuevos y jóvenes, los abonos estudiantiles a la temporada completa del Teatro Colón, la visita de Igor Stravinsky en 1960, la de Pierre Boulez y su Ensemble Intercontemporain, la Orquesta Filarmónica de Viena, el Concertgebouw Orchestra de Ámsterdam, la New York Philharmonic Orchestra, la Staatskapelle de Berlín, Orchestre de Paris, Boston Symphony Orchestra, Orquesta Filarmónica de San Petersburgo, Orchestre Nationale de France, Orquesta Sinfónica de la Radio de Baviera (en alemán, Symphonieorchester des Bayerischen Rundfunks) y otras famosas agrupaciones así como solistas de categoría internacional como Hans Hotter, Claudio Arrau, Birgit Nilsson, Narciso Yepes, Victoria de los Ángeles, Jessye Norman, Pablo Casals, Isaac Stern, Felicity Lott y la promoción y becas de artistas argentinos como Sol Gabetta, Nelson Goerner y Daniel Barenboim.
Bajo su gestión se crearon los ciclos de "Música para la Juventud", "Conciertos en las Provincias", los cursos de perfeccionamiento y el Atelier en la Cité Internationale des Arts en París a partir de la iniciativa de André Malraux en 1965 y que otorga la posibilidad de perfeccionamiento a artistas argentinos.
Organizó conciertos libres multitudinarios, como el de Zubin Mehta y la Orquesta de Nueva York que convocaron a más de 120.000 personas en la Avenida Nueve de Julio de Buenos Aires en 1987 y los conciertos gratuitos en el Luna Park de la Philadelphia Orchestra con Wolfgang Sawallisch en 1994 y la Staatskapelle Berlin con Daniel Barenboim en los años 1995 y 2008.
Creó la Beca Jeannette Arata de Erize para música de cámara y jóvenes talentos.
Se casó a los 19 años con el abogado Francisco Erize con quien tuvo sus hijos, el abogado Luis Alberto Erize (1946) y el ambientalista Francisco Erize que casó en 1973 con María Julia Alsogaray, este último hijo y María Julia Alsogaray se separaron años después.

## Premios y condecoraciones
- Diploma de honor de la Organización de Estados Americanos (O.E.A.), Washington D. C., 1991
- Caballero y Comendador de la Orden del Mérito del Gobierno de Italia y Medalla de Oro a la Cultura Italiana en Argentina, 2000
- Oficial de la Orden de Bernardo O´Higgins otorgada por el Gobierno de la República de Chile.
- Orden Cruzeiro do Sul y Comendador, distinciones otorgadas por la República Federal de Brasil.
- Orden del Mérito, Palmas Académicas y Caballero de la Legión de Honor y Oficial de la Legión de Honor y Cruz de Oficial de la Orden de las Artes y las Letras por el Gobierno de Francia.
- Orden al Mérito de Plata, Orden al Mérito de Oro y Medalla Mozart de Austria.
- Insignia del Mérito de Oro de la Provincia Federal de Salzburgo, Austria.
- Orden al Mérito Dorada de la Gobernación de la Ciudad de Viena.
- Gran Cruz de Honor al Arte y las Ciencias del Gobierno de Austria.
- Orden al Mérito de Oro y Orden al Mérito de Plata de la República Federal de Alemania.
- Orden de Enrique I el Navegante otorgada por la República Portuguesa.
- Orden Nacional al Mérito en el grado de Comendador de la República de Ecuador.
- Documento en homenaje al 50.º aniversario del Mozarteum Argentino del Ministerio de Cultura de la Federación Rusa.
- Premio San Martín de Tours al Mérito (1985-1988)
- Konex de Platino de la Fundación Konex
- Premio “Al Mérito por propulsar la cultura argentina”, Fundación Rómulo Raggio, 1995
- Personalidad Emérita de la Cultura, Presidencia de la Nación, 1998
- Académica de Número de la Academia Nacional de Bellas Artes
- Embajadora Cultural de la Ciudad Autónoma de Buenos Aires, 2010.